# Hem-Hardinval
Hem-Hardinval is een gemeente in het Franse departement Somme (regio Hauts-de-France) en telt 278 inwoners (1999). De plaats maakt deel uit van het arrondissement Amiens.

## Geografie
De oppervlakte van Hem-Hardinval bedraagt 10,4 km², de bevolkingsdichtheid is 26,7 inwoners per km².
De onderstaande kaart toont de ligging van Hem-Hardinval met de belangrijkste infrastructuur en aangrenzende gemeenten.

## Demografie
Onderstaande figuur toont het verloop van het inwonertal (bron: INSEE-tellingen).